# Cratere Miskhor
Miskhor è un cratere sulla superficie di Gaspra.